# 長寿王
長寿王（ちょうじゅおう、394年 - 491年）は、高句麗の第20代の国王（在位:413年 - 491年）。姓は高、諱は巨連。『魏書』などには「璉」の名で現れる。先代の好太王の長子であり、409年に太子に立てられ、413年に先王の死により後を継いで即位する。

## 治世
413年、東晋に入朝して冊封を受け、「使持節・都督営州諸軍事・征東将軍・高句驪王・楽浪公」の称号を受けた。
414年（碑文によれば甲寅年九月廿九日乙酉、9月29日 (旧暦)）に首都の国内城（現在の中国吉林省集安市東郊）に父の事績を記した碑文を建造した。これが好太王碑である。427年に首都を国内城から平壌に移し、新羅や百済、さらに百済を援軍として助ける日本軍と戦って朝鮮半島の大半と遼河以東までに勢力を拡大し、高句麗の最大版図を成した。475年には百済の漢城（ソウル特別市）を陥落させて蓋鹵王を殺害した戦勝により、百済は熊川に南遷し、振るわなくなった。
中国に対しては、北魏との抗争に敗れて亡命してきた北燕の馮弘をめぐって、一時は北魏・南朝宋のそれぞれとの間に緊張もあったが、南北朝どちらに対しても朝貢を重ねて良好な関係を構築し、冊封体制下で高い評価を勝ち取り、高句麗の全盛期を築き上げた。
438年前後の長寿王の官爵は「使持節・散騎常侍・都督営平二州諸軍事・征東大将軍・高句麗王・楽浪公」であった。楽浪公は自国領以外に楽浪郡の故地を支配することを認められたことを意味する。南朝宋は楽浪郡地域を名目的にはまだ中国の土地であるとみなし、そのうえで実質的に支配している高句麗に楽浪公の官爵を授けることで名目と現実を調整していた。463年には「開府儀同三司」を認められ、「車騎大将軍」に進められた。
在位79年にして491年12月に死去した。98歳という長寿をもって没したことから、長寿王と諡されたが、『三国史記』には埋葬地の記述はない。また、北魏の孝文帝は長寿王を哀悼し、使者を派遣して「車騎大将軍・太傅・遼東郡開国公・高句麗王」を追贈し、あわせて「康」と諡した。

## 将軍号
南朝宋の武帝は即位の翌月に人事を行った。そのなかには朝鮮半島に関わるものもあり、征東将軍高句麗王高璉を征東大将軍に、鎮東将軍百済王夫余映を鎮東大将軍に昇格させた。この将軍人事は、他に徐州や雍州の刺史が対北方関連で任命されており、現実の宋の勢力範囲を反映している。そのなかに高句麗と百済が含まれているのであり、坂元義種が論じたように、高句麗や百済の昇格は新王朝成立における記念と来朝を促す目的でなされたと考えられてきた。もちろんそうした面は認めるべきであるが、この人事を見る限り高句麗や百済は単なる外国ではなく宋国内の将軍と同列に扱われており、宋が軍事的に両国に期待していた様子がうかがえる。

## 逸年号
文献資料には長寿王が元号を用いたことは見当らないが、1926年に慶尚北道慶州市から出土した銀製盒（瑞鳳塚出土銀盒）には「延寿元年辛卯」の銘があり、長寿王の39年（451年）に相当するものとみられている。

## 参照項目
- 高句麗将軍塚